# هيلين باريش
هيلين باريش (بالإنجليزية: Helen Parrish)‏ هي ممثلة أمريكية، ولدت في 12 مارس 1923 في الولايات المتحدة، وتوفيت في 22 فبراير 1959 بهوليوود في الولايات المتحدة بسبب سرطان.

## وصلات خارجية
- هيلين باريش على موقع IMDb (الإنجليزية)
- هيلين باريش على موقع قاعدة بيانات الفيلم (الإنجليزية)